# Let Loose
Let Loose – brytyjskie trio wykonujące muzykę pop. Zostało założone w 1993 roku w Londynie. Członkami grupy są: Richie Wermerling (wokalista prowadzący i klawiszowiec), Rob Jeffrey (gitarzysta i wokalista towarzyszący), Lee J. Murray (perkusista i wokalista towarzyszący). Grupa wydała trzy albumy studyjne i dwie kompilacje.

## Skład zespołu
- Richie Wermerling – wokal prowadzący, instrumenty klawiszowe
- Rob Jeffrey – gitara, wokal towarzyszacy
- Lee J. Murray – perkusja, wokal towarzyszący

## Dyskografia

### Albumy studyjne
- Let Loose (1994)
- Rollercoaster (1996)
- Paint It in Gold (2009)

### Albumy kompilacyjne
- The Best Of (1997)
- The Best Of 1993-2013 (2013)